# Aéroport international Félix Éboué

i8
i11
i13
Der Aéroport international Félix Éboué (bis 2012 Aéroport Cayenne-Rochambeau, IATA-Code: CAY, ICAO-Code: SOCA) ist der internationale Flughafen des französischen Überseedepartements Französisch-Guayana. Er liegt rund 16 Kilometer südwestlich der Hauptstadt Cayenne.
Der Aéroport international Félix Éboué wird von den französischen Luft- und Weltraumstreitkräften als Militärflugplatz unter der Bezheichnung Base aérienne 367 Cayenne-Rochambeau (BA367) mitgenutzt.

## Geschichte
Der Flughafen wurde 1943 unter Gouverneur Jean Rapenne für die United States Army Air Forces errichtet. Anlässlich eines Besuchs des französischen Staatspräsidenten Nicolas Sarkozy im Januar 2012 wurde der Flughafen offiziell nach dem Kolonialpolitiker Félix Éboué benannt. Éboué, in Cayenne gebürtig, war während des Zweiten Weltkrieges einer der Führer des Freien Frankreichs in Afrika.

## Militärische Nutzung
Die Basis beherbergt (Stand 2025) die ET 0/68 „Antille Guyane“, eine Transportgruppe der Luftstreitkräfte mit CN235-200, H225M (seit August 2025) und AS555 (seit Juli 2012). Daneben gibt es einige nichtfliegende Verbände.

## Zivile Nutzung
Der Flughafen wird aus deutschsprachigen Ländern nicht direkt bedient. Air France und auch Air Caraïbes fliegen ihn via Paris-Orly an. Air France fliegt außerdem nach Pointe-à-Pitre auf Guadeloupe, Fort-de-France auf Martinique, Port-au-Prince in Haiti und Miami. Azul Linhas Aéreas bedient jeweils einmal in der Woche Fortaleza und Belém in Brasilien. Air Guyane Express verbindet ihn mit diversen Inlandszielen.